# Faithfull (film)
Faithfull (Marianne Faithfull, fleur d'âme) è un film documentario francese del 2017 diretto da Sandrine Bonnaire e presentato in anteprima al BFI London Film Festival.

## Trama
L'attrice e regista Sandrine Bonnaire racconta una delle figure più importanti dello scenario musicale mondiale dagli anni Sessanta a oggi, Marianne Faithfull, le sue mille vite, gli incontri e la sua storia straordinaria. Raggiunge il successo a soli 17 anni nella mitica Swinging London, vive a fianco di Mick Jagger durante tutto il periodo più fortunato dei Rolling Stones: da qui gli scandali, le droghe, la dipendenza e il declino, la vita in strada e poi, finalmente, la rinascita e il meritato riconoscimento del suo talento e della sua arte.

## Distribuzione
Presentato al 35° Torino Film Festival nella sezione "Festa Mobile", è stato poi distribuito in Italia da I Wonder Pictures.